# Osthouse
Osthouse je občina v departmaju Bas-Rhin francoske regije Alzacija.
Leta 1990 je v občini živelo 884 oseb oz. 91 oseb/km².